# Peter Winter (Fälscher)

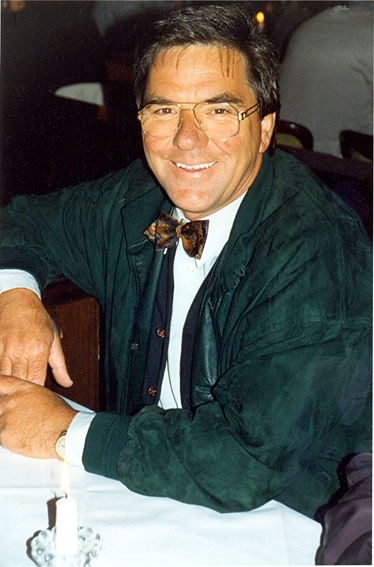
Peter Winter

Peter Winter (* angeblich 1941; † 2018) ist seit den 1980er Jahren in der Philatelie als Briefmarkenfälscher international bekannt geworden.

## Wirken
In den Quellen, die von Winters Karriere als Briefmarkenfälscher berichten, wird vereinzelt seine Ausbildung und ursprüngliche Tätigkeit als Opernsänger (Tenor) behauptet. Ferner wurde behauptet, dass Winter in den 1980er Jahren im Rahmen einer interdisziplinären Studie um philosophisch-differenzierte Sichtweisen des „Sammlerverhaltens von Menschen“ versucht hätte, Raritäten verschiedener Sammelgebiete zu reproduzieren. Fest steht, dass Winter in Folge „Sammler-Devotionalien“ der unterschiedlichsten Sammelrichtungen kreierte, ebenso schuf er verschiedene „neue Briefmarken-Raritäten“ aus mehreren philatelistischen Sammelgebieten. Er soll sich dabei oft explizit mit Sammelstücken beschäftigt haben, die bislang als sehr schwer zu fälschen galten, und entwickelte dabei auch neuartige Vorgehensweisen.
Auch wenn dem Großteil der „Phila-Sammelobjekte“ von Winter mindere Qualität bescheinigt wird und viele seiner Produkte als „Scherzartikel“ bezeichnet werden, sollen doch einzelne Objekte eine hohe Perfektion erreicht haben, so dass selbst internationale Experten einigen „Neuschöpfungen“ Winters fälschlicherweise Echtheit attestierten. Als Beispiel gilt eine gelungene Fälschung der Inverted Jenny, einer Flugpostmarke der USA mit irrtümlich kopfstehendem Druck eines Flugzeuges.
Winter wurde deshalb in einigen Publikationen der Philatelie als „einer der letzten großen Briefmarkenfälscher von internationalem Rang“ bezeichnet. Auch wenn Winter keine betrügerischen Absichten nachgewiesen werden konnten, wurden die von ihm hergestellten Briefmarken Objekte betrügerischer Aktivitäten, da die Aufschriften, die sie als Reproduktion kennzeichneten, leicht zu entfernen waren und sich ahnungslose Sammler dementsprechend einfach betrügen ließen.
Peter Winter machte der American Philatelic Society (APS) das Angebot, ihr seinen Bestand für insgesamt eine Million US-Dollar zu verkaufen und seine Fälschertätigkeit einzustellen. Wenngleich die kurz darauf versandenden Verkaufsaktivitäten Winters zeigten, dass der Verband gut daran tat, Winters dubioses Angebot auszuschlagen, fanden sich in einschlägigen Tauschbörsen noch über viele Jahre gefälschte Werke aus der Produktion von Peter Winter (sog. „Winterfälschungen“).
1999 behauptete Winter, im Besitz einer British Guiana 1¢ magenta zu sein, einer Briefmarke, die offiziell als Unikat gilt. Diese Marke wurde von zwei europäischen Experten, Rolf Roeder und David Feldman, als echt attestiert, die englische Briefmarkensammlervereinigung Royal Philatelic Society London befand sie bereits 1989 für eine verfälschte Vier-Cent-Marke.